# Colección central colombiana de papa
La Colección central colombiana de papa (CCCP - collection centrale colombienne de pomme de terre) est une banque de gènes consacrée à la pomme de terre (Solanum tuberosum) et aux espèces voisine qui forment le pool génique de la pomme de terre. 
Cette collection, qui est l'un des éléments du système national de banques de gènes de la Colombie, est maintenue par la (Corporación colombiana de investigación agropecuaria) (Corpoica) dans sa station de recherche Tibaitatá située à Mosquera (département de Cundinamarca). 
Cette banque de gènes comptait, en 2006, un total de 2 985 accessions de pommes de terre, cultivées et sauvages, appartenant aux espèces  Solanum tuberosum sp. andigena et tuberosum, Solanum phureja, Solanum chaucha, Solanum colombianum et Solanum estradae. L'origine de ces accessions couvre non seulement la Colombie, mais une vaste zone géographique englobant l'Amérique du Nord, l'Amérique centrale et l'Amérique du Sud, du Mexique à l'Argentine.
La conservation de ces accessions s'effectuait sous forme de tubercules reproduits par culture au champ (884 accessions), de graines conservées en chambre froide (2 062 accessions), et de plantules élevées in vitro (832 accessions).